# Maria Zielonka
Maria Zielonka ps. „Zofia” (ur. 5 maja 1905 w majątku Mniewo, zm. ok. 20 września 1944 w Warszawie) – porucznik Armii Krajowej, dowódca plutonu w kobiecym oddziale dywersyjno-sabotażowym „Dysk”, dama orderów Krzyża Walecznych i Srebrnego Krzyża Zasługi z Mieczami. Poległa w powstaniu warszawskim.

## Życiorys
Urodziła się w majątku Mniewo w powiecie kolskim. Była córką Tadeusza Zielonki i jego małżonki Stefanii z d. Siemieńskiej. Uczęszczała do Gimnazjum Filologicznego Żeńskiego Zofii Sierpińskiej w Warszawie, a następnie ukończyła roczny kurs ogrodnictwa i Warszawską Szkołę Pielęgniarstwa. 
Podczas oblężenia Warszawy we wrześniu 1939 roku służyła jako sanitariuszka w 40. pp „Dzieci Lwowskich”. Jesienią 1939 roku została wysiedlona przez Niemców z rodzinnego Mniewa do Generalnego Gubernatorstwa. Początkowo mieszkała w Gorlicach, później przeniosła się do Warszawy. Prowadziła sklep spożywczy przy ul. Mokotowskiej.
Na przełomie 1940/1941 roku związała się z ruchem oporu. W piwnicach jej sklepu urządzony został konspiracyjny magazyn broni. Ona sama służyła początkowo w strukturach Związku Odwetu, a od 1942 roku w kobiecym oddziale dywersyjno-sabotażowym „Dysk”. Z czasem objęła w nim stanowisko dowódcy 2. plutonu.
Wzięła udział w kilku operacjach bojowych Armii Krajowej. Uczestniczyła w akcji „Odwet kolejowy” (16/17 listopada 1942), podczas której dowodzony przez nią patrol wysadził szyny i ostrzelał wojskowy transport na trasie Łuków–Dęblin. Wzięła także udział w wysadzeniu mostu kolejowego na rzece Krzna pod Łukowem (1/2 lipca 1943) oraz rozpoznawała teren i obiekty kolejowe podczas przygotowań do akcji „Jula” (wiosna 1944). Ponadto prowadziła szkolenia dywersyjne dla członkiń „Dysku” oraz wchodziła w skład komisji egzaminacyjnej w konspiracyjnej Szkole Podchorążych Rezerwy Piechoty.
Podczas powstania warszawskiego przeszła szlak bojowy Zgrupowania „Radosław”, walcząc na Woli, Starym Mieście i Powiślu Czerniakowskim. Poległa około 20 września 1944 roku w rejonie ul. Dmochowskiego na Powiślu Czerniakowskim. Została pośmiertnie awansowana do stopnia porucznika.

## Odznaczenia
- Krzyż Walecznych[1]
- Srebrny Krzyż Zasługi z Mieczami[1]